# Raúl Aguilar Félix
Raúl Aguilar Félix (nacido el 1 de febrero de 1981) es un futbolista español. Juega actualmente como defensa en el ADV Santa Ana (3°división),habiendo jugado casi 500 partidos en 2b,es el jugador con más partidos en dicha categoría,hasta la fecha, de todos los nacidos de 1981 en adelante.

## Características
Raúl Aguilar es un central contundente y con mucho carácter. A pesar de su gran calidad nunca fue "descubierto" por un club de Primera División. El último trienio ha jugado en el CF Fuenlabrada, aunque los mejores momentos de su carrera los vivió en la SD Huesca y en el Burgos CF, en ambos casos dirigido por Fabriciano González, su valedor y responsable de que el futbolista toledano recalara posteriormente en el FC Cartagena.
En 2009 termina su contrato en Cartagena y se marcha a la AD Ceuta.
Tras dos temporadas en el CD Puertollano y otras tres en Fuenlabrada, en 2015 pone rumbo al norte, a Asturias, y firma por el CD Lealtad de Villaviciosa.

## Clubes
| Club                                    | País   | Año       |
| --------------------------------------- | ------ | --------- |
| Club Deportivo Toledo "B"               | España | 2001-2002 |
| Club Deportivo Toledo                   | España | 2002-2004 |
| Pontevedra Club de Fútbol               | España | 2004-2005 |
| Sociedad Deportiva Huesca               | España | 2005-2006 |
| Burgos Club de Fútbol                   | España | 2006-2007 |
| Unión Deportiva Pájara-Playas de Jandía | España | 2007-2008 |
| Fútbol Club Cartagena                   | España | 2008-2009 |
| Asociación Deportiva Ceuta              | España | 2009-2010 |
| Club Deportivo Puertollano              | España | 2010-2012 |
| Club de Fútbol Fuenlabrada              | España | 2012-2015 |
| Club Deportivo Lealtad                  | España | 2015-2016 |
| ADV Santa Ana                           | España | 2016-     |